# 岩国駅

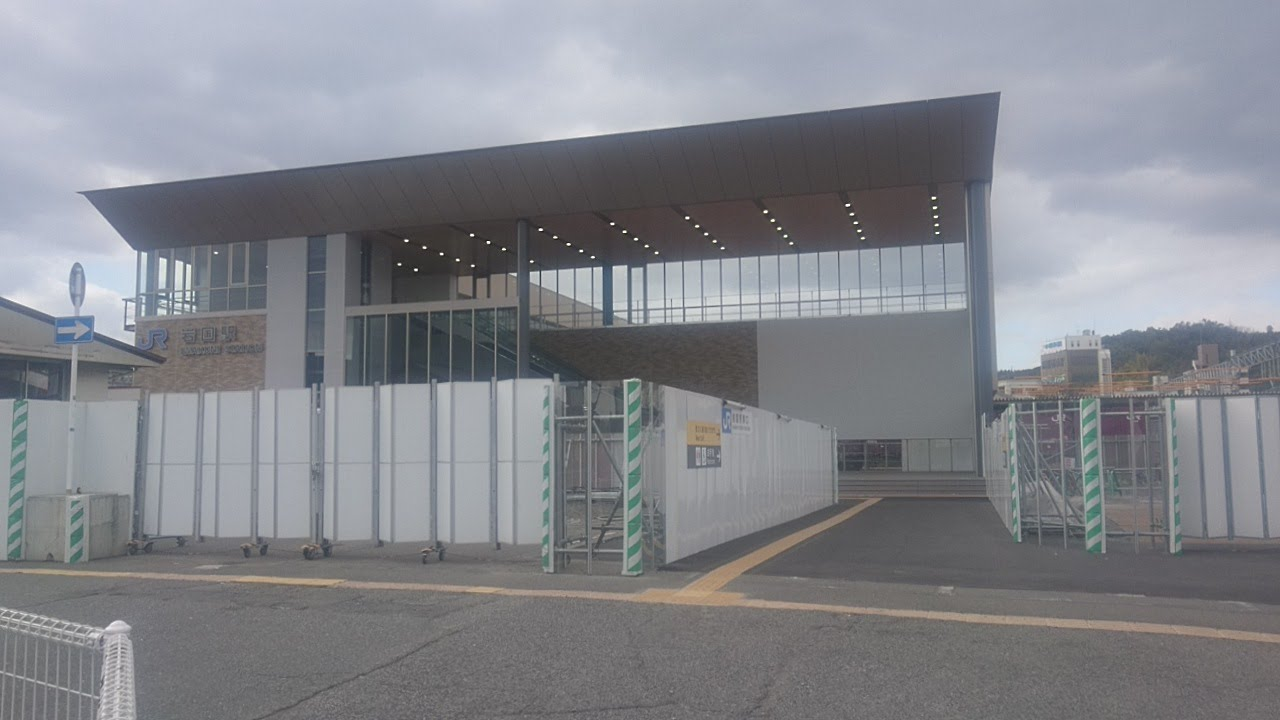
東口駅舎（2018年1月）

岩国駅（いわくにえき）は、山口県岩国市麻里布町一丁目にある、西日本旅客鉄道（JR西日本）・日本貨物鉄道（JR貨物）の駅である。

## 概要
山陽本線を所属線とし、当駅を起点とする岩徳線を加えた2路線が乗り入れる。山陽本線における広島シティネットワークの西端駅であり、当駅発着列車が多数設定されている。駅番号は山陽本線のみJR-R16が制定されている。
また、岩徳線経由で錦川鉄道錦川清流線の列車も当駅まで乗り入れてくる。ただし当駅から川西駅の間は片乗り入れという扱いのため、川西駅までの運賃はJRの運賃として計算される。
当駅はICOCAエリアに含まれるが（相互利用可能ICカードはICOCAの項を参照）、岩徳線では全線がエリア外のため利用できない。
なお「岩国市岩国」は西岩国駅、錦帯橋周辺にあるため、当駅は本来の「岩国」から離れている。

## 歴史

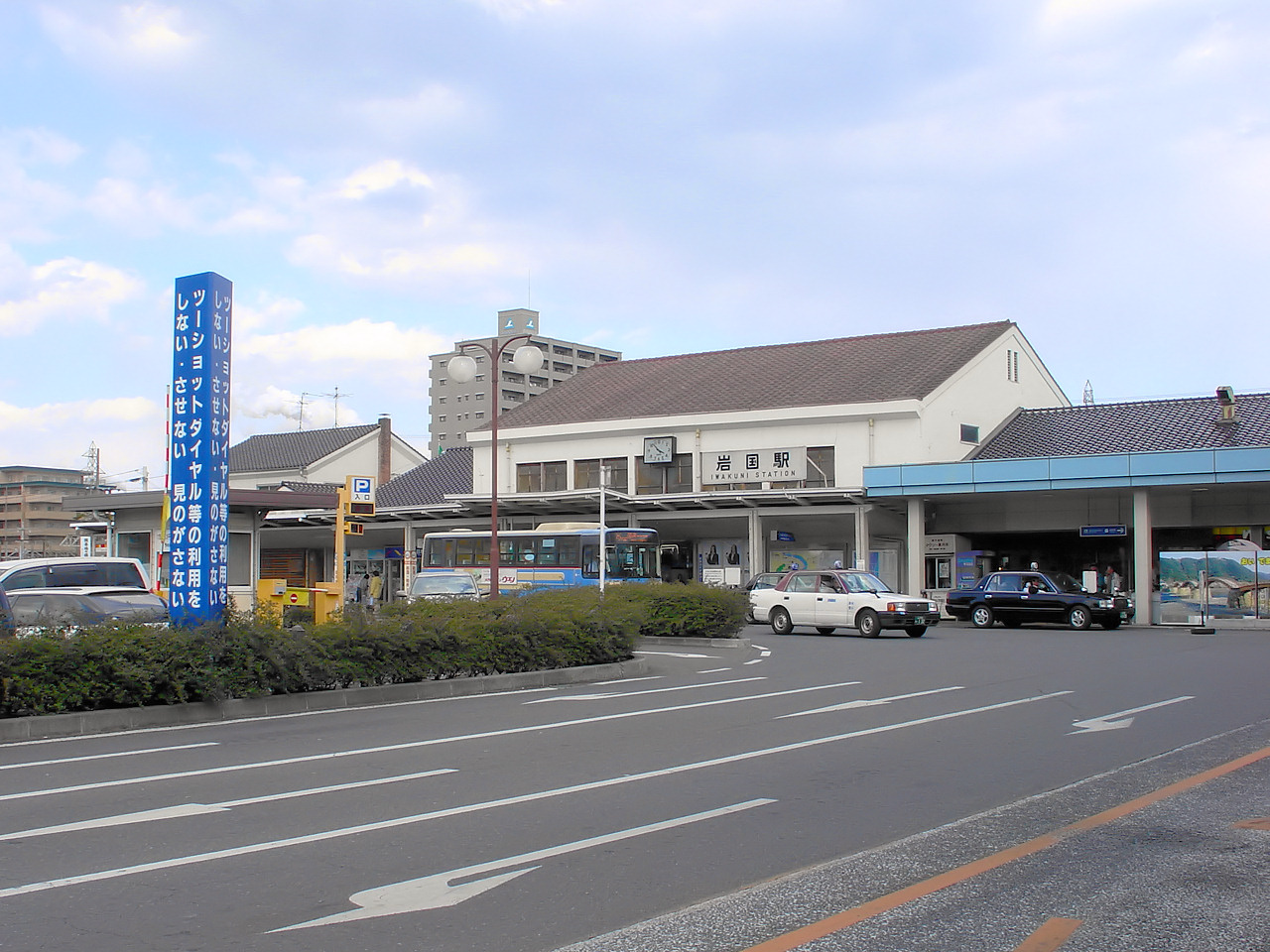
旧駅舎（2007年4月）

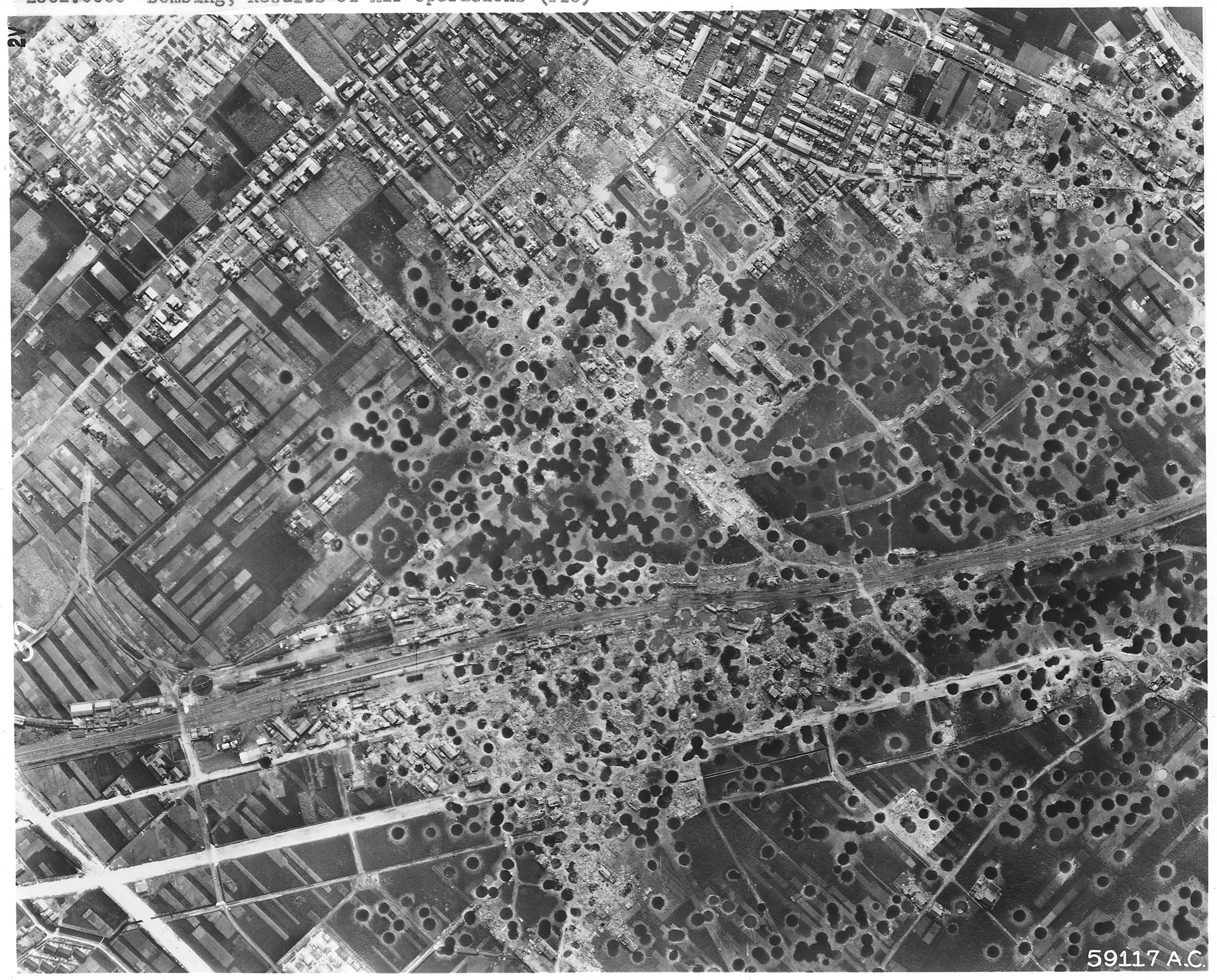
空襲後の岩国駅周辺の惨状（1945年）
※無数の黒い点は爆弾穴である。

### 年表
- 1897年（明治30年）9月25日：山陽鉄道広島駅 - 徳山駅間の開通と同時に、岩国駅として開業[5]。同時に初代駅舎（木造）も使用開始。旅客・貨物の取り扱い開始[4]。
- 1906年（明治39年）12月1日：山陽鉄道の国有化により、官営鉄道の駅となる[4]。
- 1909年（明治42年）
  - 2月2日 岩国出身の藤岡市助が社長の岩国電気軌道が岩国駅 - 新町間を開業。
  - 10月12日：線路名称制定。山陽本線の所属となる。
- 1926年 (大正15年) 5月：皇太子（後の昭和天皇）を迎える。
- 1929年（昭和4年）
  - 2月3日：麻里布駅（まりふえき）に改称[5]。
  - 4月5日：岩徳線が岩国駅（現在の西岩国駅）まで開業[5]。
- 1932年（昭和7年）5月29日：岩徳線が岩徳東線に改称[5]。
- 1934年（昭和9年）12月1日：岩徳東線が山陽本線となり、柳井駅経由の旧山陽本線が柳井線と改称[5]。
- 1940年（昭和15年）4月1日：麻里布町を廃止し岩国市を置く[6]。
- 1942年（昭和17年）4月1日：再び岩国駅に改称[5]。
- 1944年（昭和19年）10月1日：山陽本線が再び柳井駅経由となり、旧山陽本線は岩徳線に改称[5]。
- 1945年（昭和20年）8月14日：アメリカ軍による空襲を受ける。死者500人以上[7]。これにより、火災で駅舎を全焼。
- 1949年 (昭和24年) - 岩国駅三代目駅舎（旧駅舎）利用開始。
- 1960年（昭和35年）11月1日：岩日線（現在の錦川鉄道錦川清流線）が開業[5]。
- 1965年（昭和40年）9月24日：みどりの窓口営業開始。
- 1976年（昭和51年）11月6日：地下自由通路が完成し、渡り初め式が行なわれる[8]。
- 1977年（昭和52年）2月28日：地下自由通路の完成に関連し、東口の営業時間が短縮される[8]（6:00 - 9:00および16:00 - 21:00）。
- 1987年（昭和62年）4月1日：国鉄分割民営化により、西日本旅客鉄道（JR西日本）・日本貨物鉄道（JR貨物）の駅となる[5]。
- 1997年（平成9年）9月25日：岩国駅開業100周年を迎える。
- 2007年（平成19年）
  - 7月7日：自動改札機を導入。
  - 9月1日：ICカード「ICOCA」の利用が可能となる。
- 2008年（平成20年）1月：みどりの券売機設置（ICOCA定期券購入可能）。
- 2015年（平成27年）
  - 3月：岩国駅周辺整備事業の一環として、岩国駅東西自由通路新設・橋上駅舎化工事に着手。
  - 10月：ATS-DW地上子設置。
  - 11月1日：岩国駅東西自由通路新設・橋上駅舎化工事に伴い、西口駅舎を錦川清流線ホーム側に設けられた仮駅舎に移転。同時に仮跨線橋も使用を開始した[9]。
- 2017年（平成29年）11月26日：東西自由通路の新設と橋上駅舎化工事が終了し、使用を開始する[10]。当初は2018年春を予定していたが前倒しとなった[11]。これに伴い全面バリアフリー化。四代目駅舎（現行）使用開始。
- 2019年（平成31年）3月1日：みどりの券売機プラスの利用を開始 [12]。既存のみどりの窓口は引き続き営業を継続するも、窓口閉鎖時間が設けられる。
- 2020年（令和2年）
  - 時期不明：岩国駅周辺整備事業完了。
  - 9月：山陽本線広島方面にのみ駅ナンバリング導入。

### 旧岩国機関区
当駅には、かつては岩国機関区が置かれ、蒸気機関車が配置されていた。蒸気機関車の営業運転は1971年2月28日の岩徳線を最後に終了し、蒸気機関車の配置はなくなったが、以後も岩徳線・岩日線で運用される気動車や、芸備線・木次線の急行ちどりに使用される急行型気動車が配置された。1984年（昭和59年）2月以降は、車両基地集約化に伴い配置車両は他区所に転属となったが、岩徳線・岩日線運用気動車は引き続き岩国機関区に常駐した。その後組織上は広島運転所に統合され、同所の派出となった。

### 岩国駅周辺整備事業
東口駅舎は1948年（昭和23年）の完成以来65年以上が経過し、老朽化に加えてバリアフリー対策が未整備であること、加えて駅の東西を結ぶ通路が地下通路しかないことを踏まえ、岩国市が主導して『岩国駅周辺整備事業』に着手している。具体的には、以下の内容が挙げられている。
- 東口・西口の駅舎を統合し橋上駅舎化（JR西日本施行）。エレベーター・エスカレーターを新設してバリアフリー化。
- 橋上駅舎前に東西自由通路（歩行者専用）の新設（JR西日本施行）。
- 地下通路出入り口の改良（スロープの緩傾斜化など、岩国市施行）。
- 東口駅前広場を拡張。道路反対側にあった駐輪場を移転し、新たに2階建ての駐輪場の新設し交通広場を整備（岩国市施行）。
- 西口駅前広場を再整備し、西口駐輪場連絡通路を整備（岩国市施行）。
- 西口駅前ロータリーを撤去し国道188号を直線化（国土交通省施行）。

2014年3月24日に岩国市とJR西日本が「岩国駅自由通路新設等工事の施行に関する協定書」及び「岩国駅橋上駅舎化工事の施行に関する協定書」を締結、2015年3月から工事に着手した。2015年11月1日には西口駅舎を閉鎖し、仮駅舎に移転している。総事業費は約90億円で、うちJR西日本施行分の橋上駅舎整備に約32億5千万円、東西自由通路整備に約31億9千万円の事業費が見込まれている。
2015年11月9日に東西自由通路と橋上駅舎の建設工事の安全祈願祭（起工式）が実施され、本格的にJR西日本施行分の工事に着手した。駅舎と東西自由通路については2017年11月26日の併用開始を、その他の整備については2019年6月の事業完了を予定している。

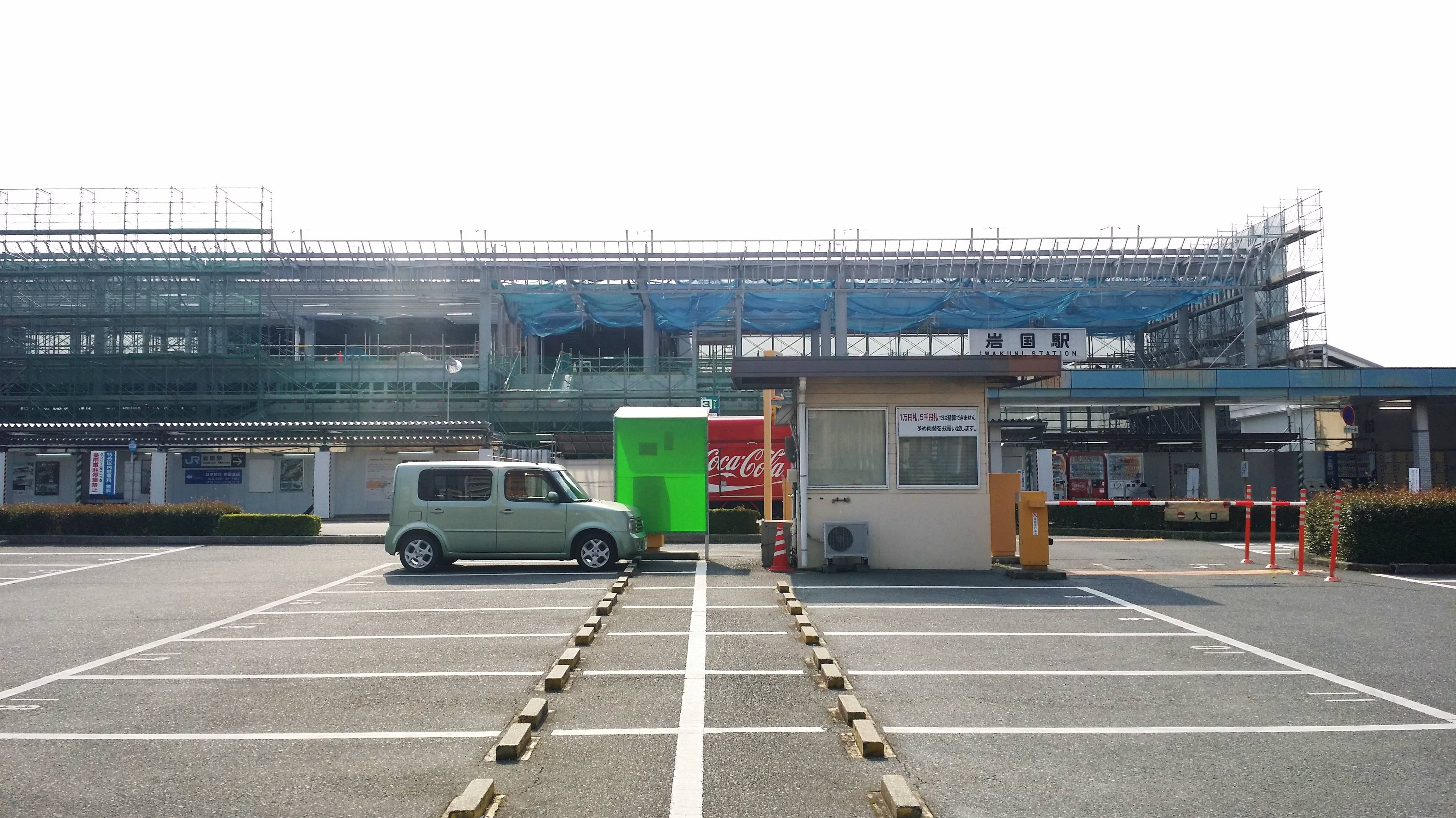
橋上駅舎化工事（2017年5月）
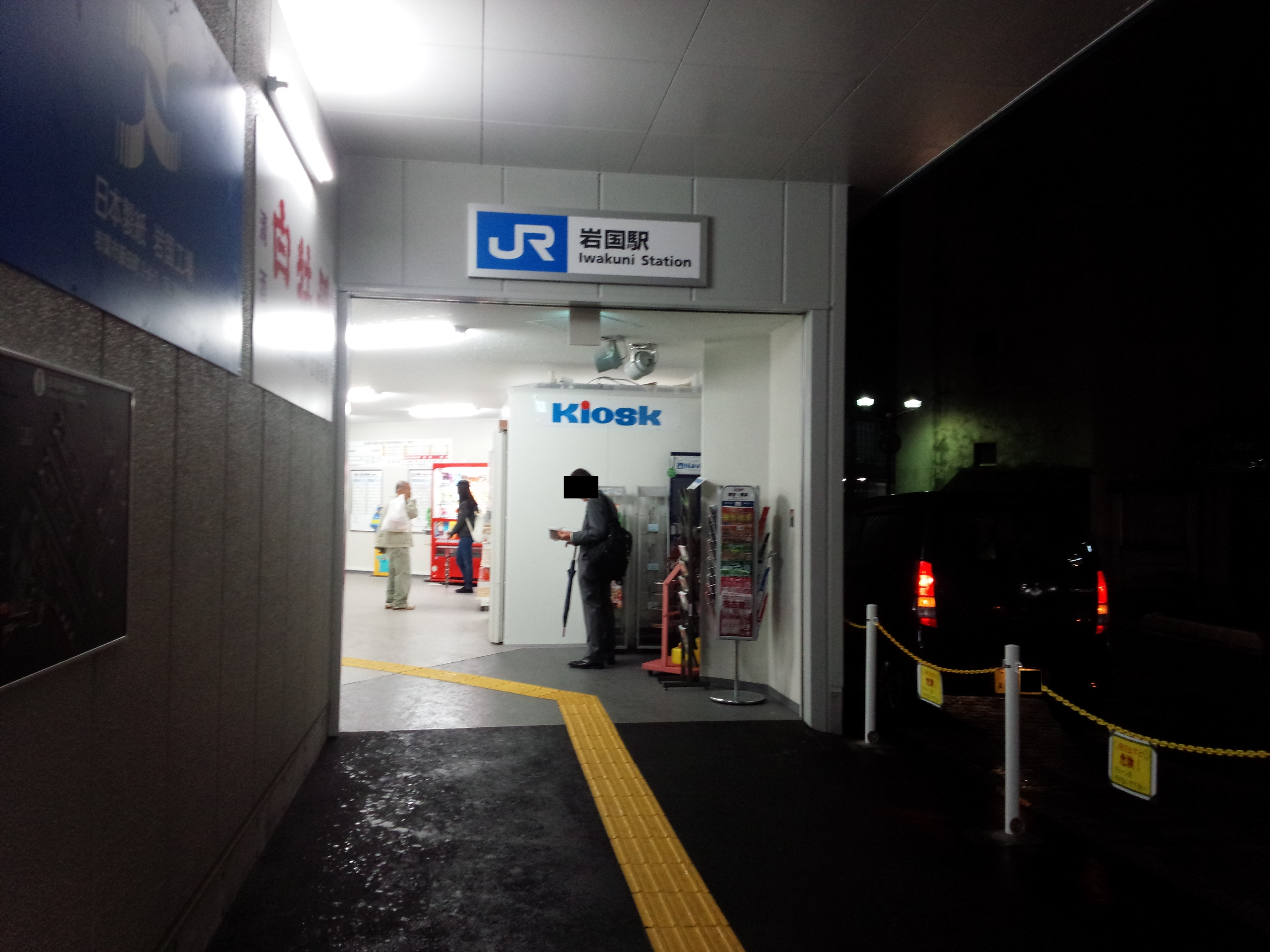
仮西口駅舎（一部加工）
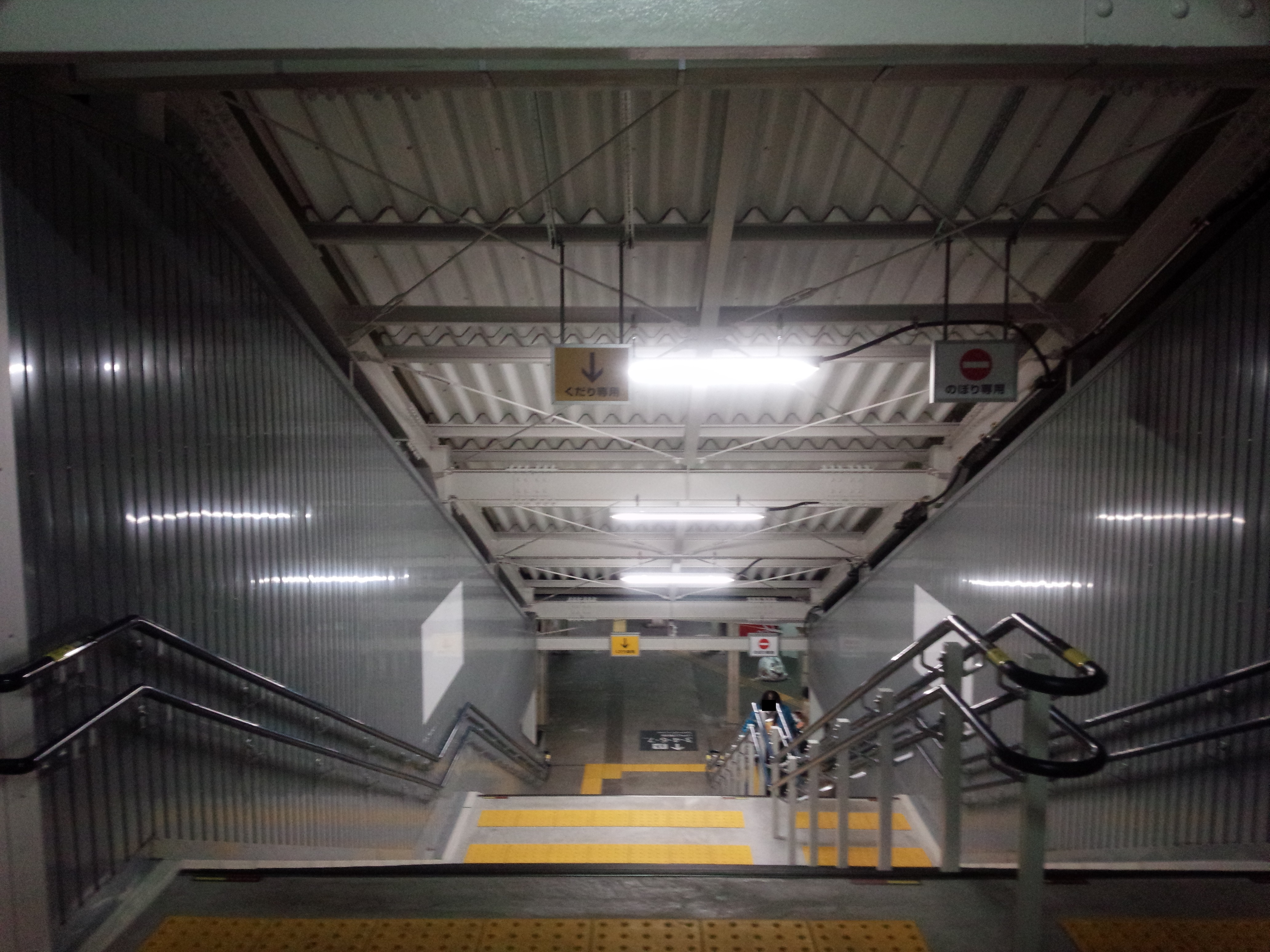
仮跨線橋南側階段（一部加工）
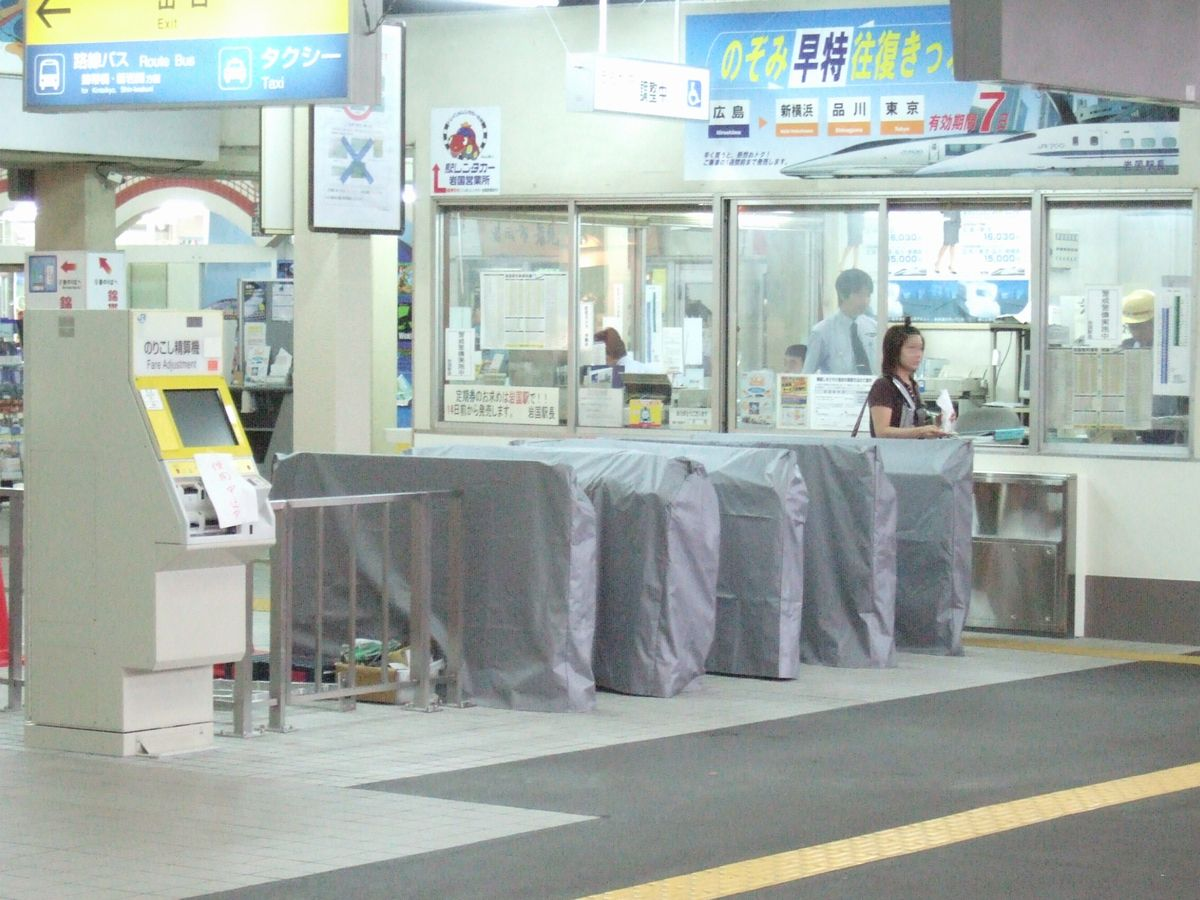
供用開始前日の自動改札機（西口、2007年）

## 駅構造
3面6線のホームを持つ地上駅で、橋上駅舎を有する。1番線は単式ホームで、0番線は1番線の下関側にある切欠きホームである。3・4番線、6・7番線がそれぞれ島式ホームとなっている。また線名は、1番線が岩徳線本線、4番線が山陽線上り本線、7番線が山陽線下り本線となっている。
直営駅で管理駅であり、みどりの窓口が設置されている。駅舎には近距離区間用自動券売機が3台（機能限定券売機2台と多機能券売機1台）、それに加えてみどりの券売機プラスが設置されている。

### のりば
| のりば  | 路線        | 方向 | 行先             | 備考                                                         |
| ------- | ----------- | ---- | ---------------- | ------------------------------------------------------------ |
| 0       | ■錦川清流線 | -    | 錦町方面         | 当駅到着列車は降車時に車内で運賃精算後、精算証明書にて出場。 |
| 1       | ■岩徳線     | -    | 玖珂・徳山方面   |                                                              |
| 3・4・6 | 山陽本線    | 上り | 宮島口・広島方面 | 6番のりばは主に折り返しと当駅止めの列車                      |
| 6・7    | ■山陽本線   | 下り | 柳井・徳山方面   | 6番のりばは一部列車                                          |

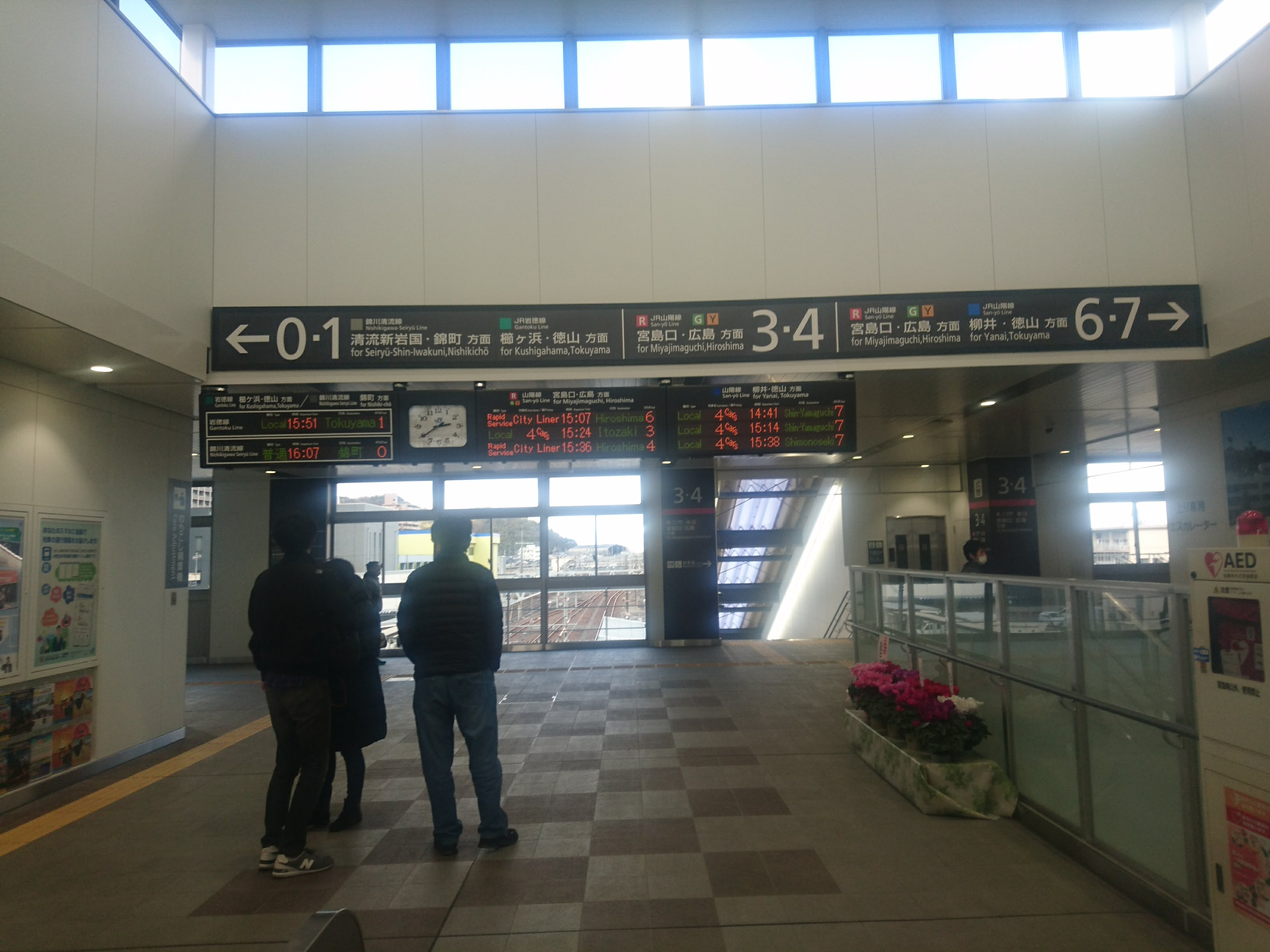
改札口（2018年1月）
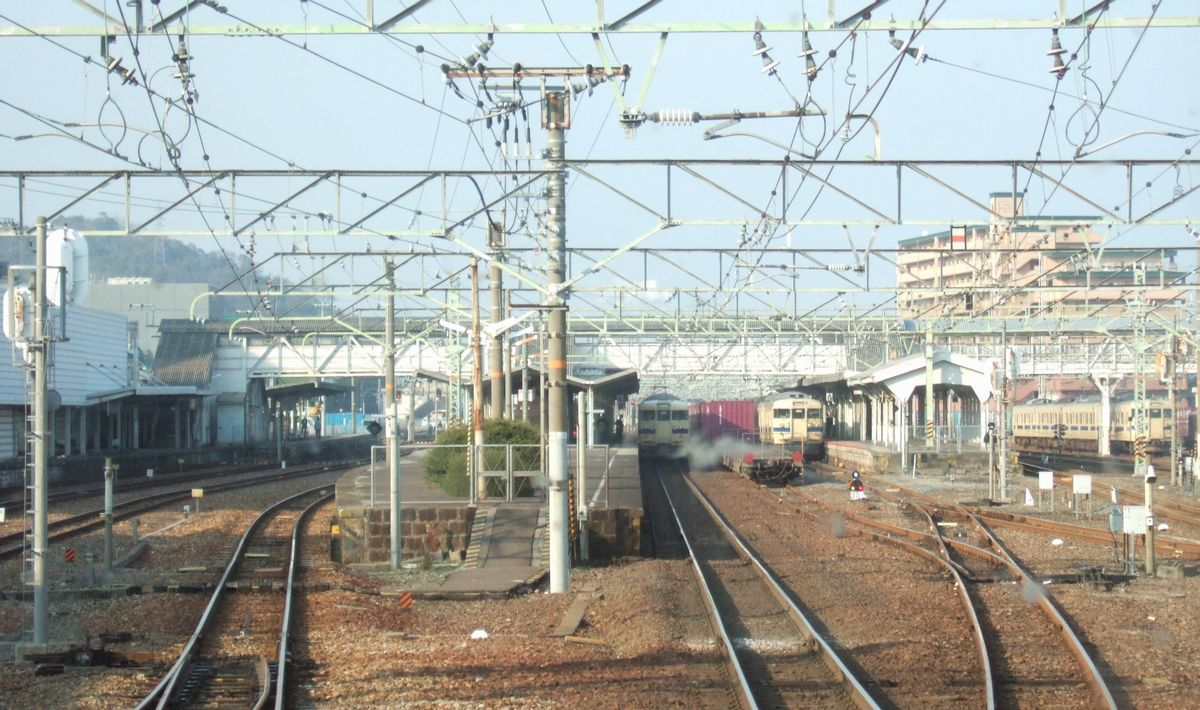
ホームおよび線路配置（2007年）
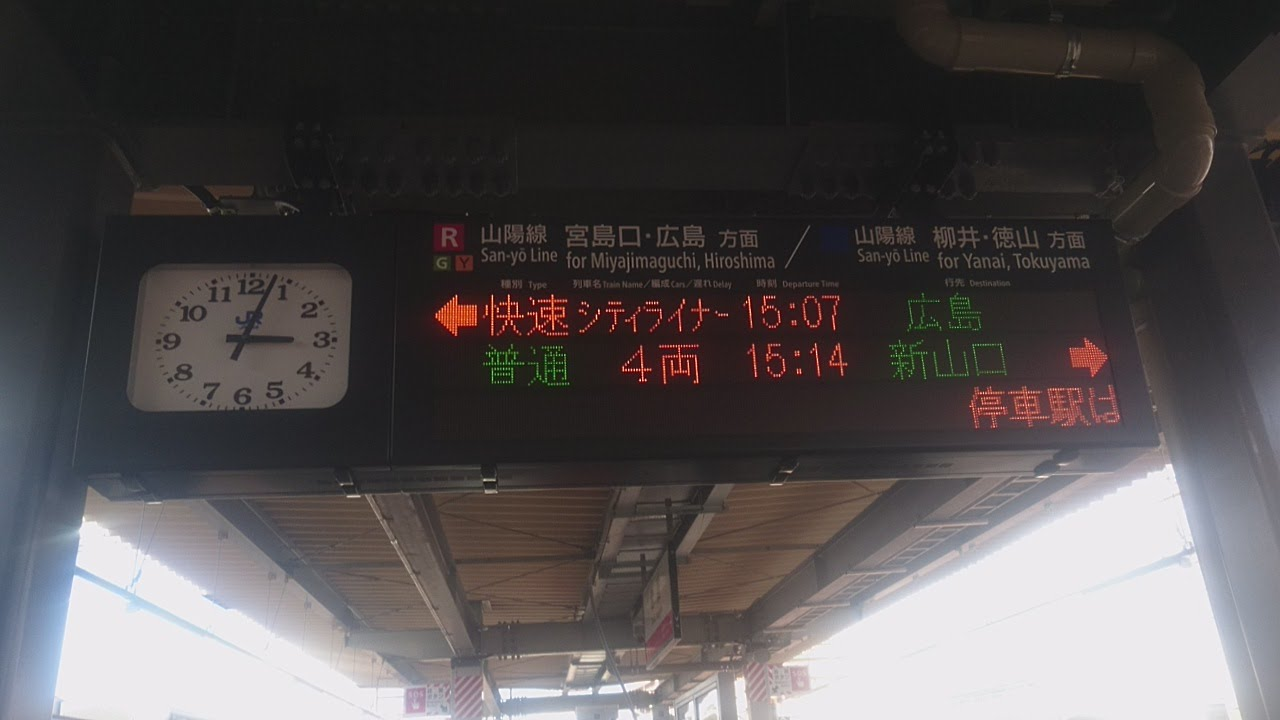
CTC連動発車標（2018年1月）
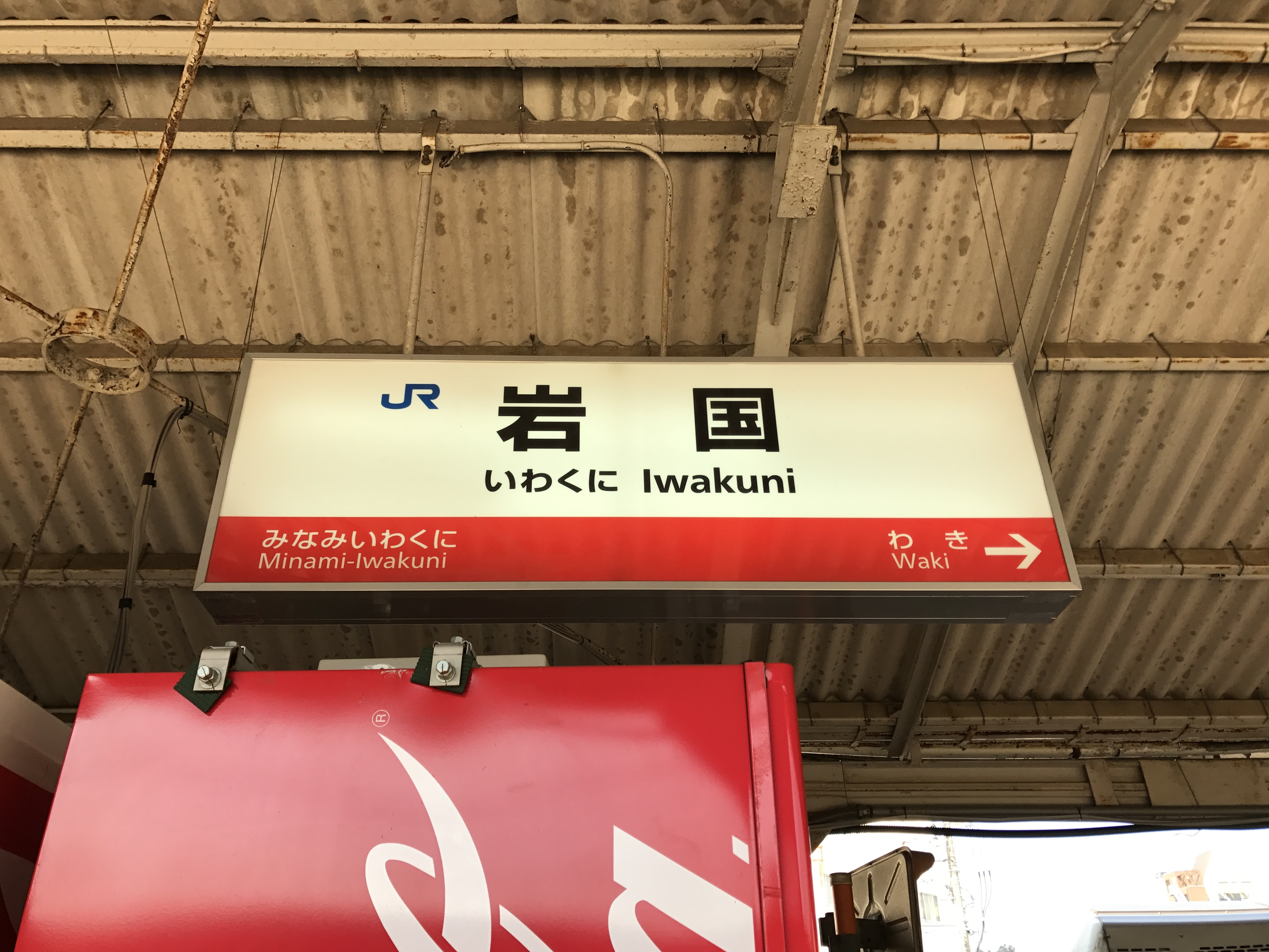
駅名標（ラインカラー入り）

### 貨物取扱・専用線

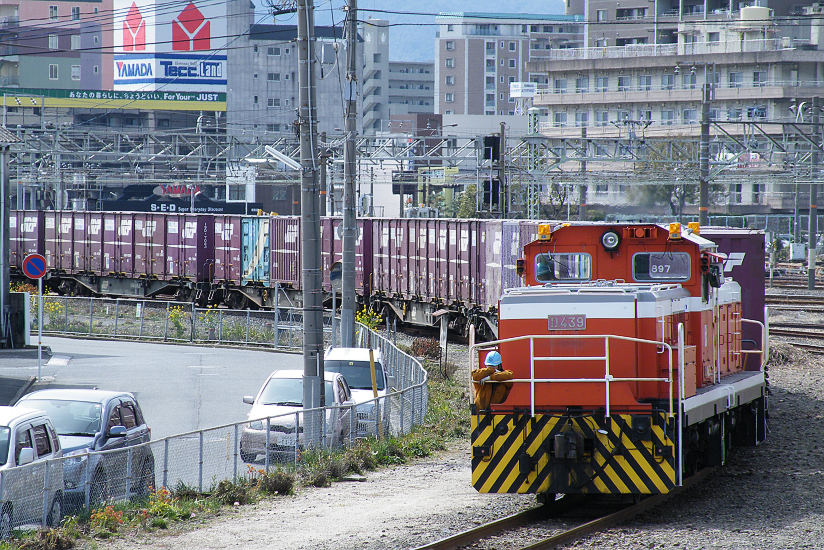
日本製紙岩国工場専用線

JR貨物の駅は、専用線発着のコンテナ貨物、臨時車扱貨物の取扱駅となっている。2014年3月改正時点では、1日2往復の高速貨物列車が広島貨物ターミナル駅との間で運行されている。
駅の東側に日本製紙岩国工場へ続く専用線があり、主にコンテナによる製品の発送が行われている。駅西側には貨物列車の入換作業や線路保守用車両の留置等に使用されている側線施設がある。かつては帝人岩国工場への専用線も敷設されていた。

### 駅構内の施設
- 1階
  - 日本旅行
  - セブン-イレブン(ハート・イン)

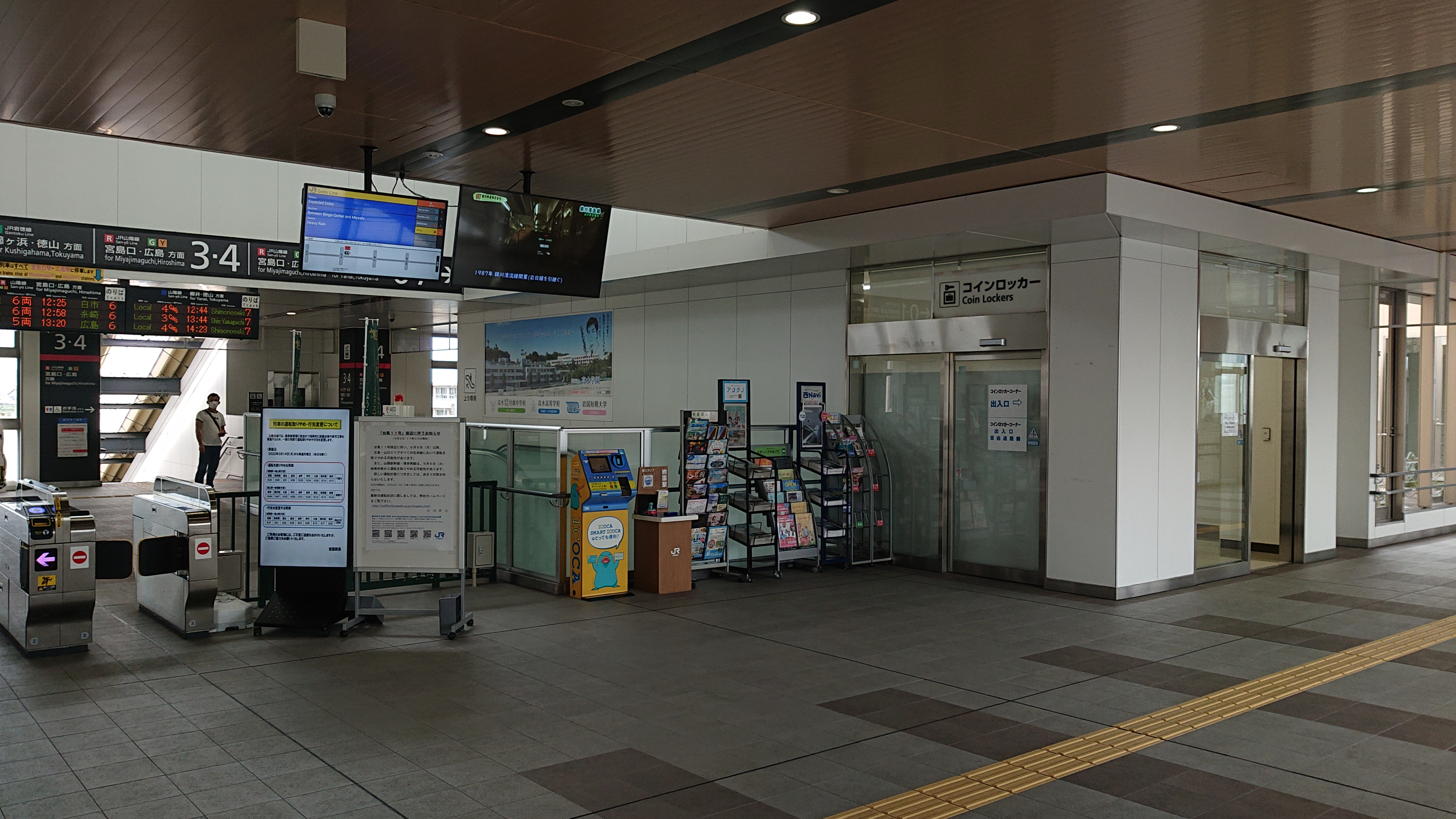
改札とその周辺（2020年12月）

  - 岩国市スペース（バス待合所、観光案内所など）
- 2階
  - コインロッカー
  - 岩国珈琲（軽食、喫茶）

## 利用状況
1日の平均乗車人員は以下の通りである。山口県の駅では下関駅、徳山駅、新山口駅に次いで第4位である。2023年度の1日当たりの利用者数は10,072人。
| 乗車人員推移       | 乗車人員推移 |
| 年度               | 1日平均人数  |
| ------------------ | ------------ |
| 1999年（平成11年） | 6,936        |
| 2000年（平成12年） | 7,013        |
| 2001年（平成13年） | 6,797        |
| 2002年（平成14年） | 6,619        |
| 2003年（平成15年） | 6,592        |
| 2004年（平成16年） | 6,583        |
| 2005年（平成17年） | 6,475        |
| 2006年（平成18年） | 6,306        |
| 2007年（平成19年） | 6,288        |
| 2008年（平成20年） | 6,336        |
| 2009年（平成21年） | 6,043        |
| 2010年（平成22年） | 5,818        |
| 2011年（平成23年） | 5,779        |
| 2012年（平成24年） | 5,837        |
| 2013年（平成25年） | 5,823        |
| 2014年（平成26年） | 5,722        |
| 2015年（平成27年） | 5,938        |
| 2016年（平成28年） | 5,942        |
| 2017年（平成29年） | 5,971        |
| 2018年（平成30年） | 5,796        |
| 2019年（令和元年） | 5,691        |
| 2020年（令和02年） | 4,281        |
| 2021年（令和03年） | 4,260        |
| 2022年（令和04年） | 4,689        |

## 駅周辺
駅西側に商業地、駅東側に市街地と工業地帯が広がる。駅北側には岩国港、駅南側には岩国飛行場 (岩国錦帯橋空港）がそれぞれ所在するが、ともに駅から約2.5km離れた所にある。

### 西口

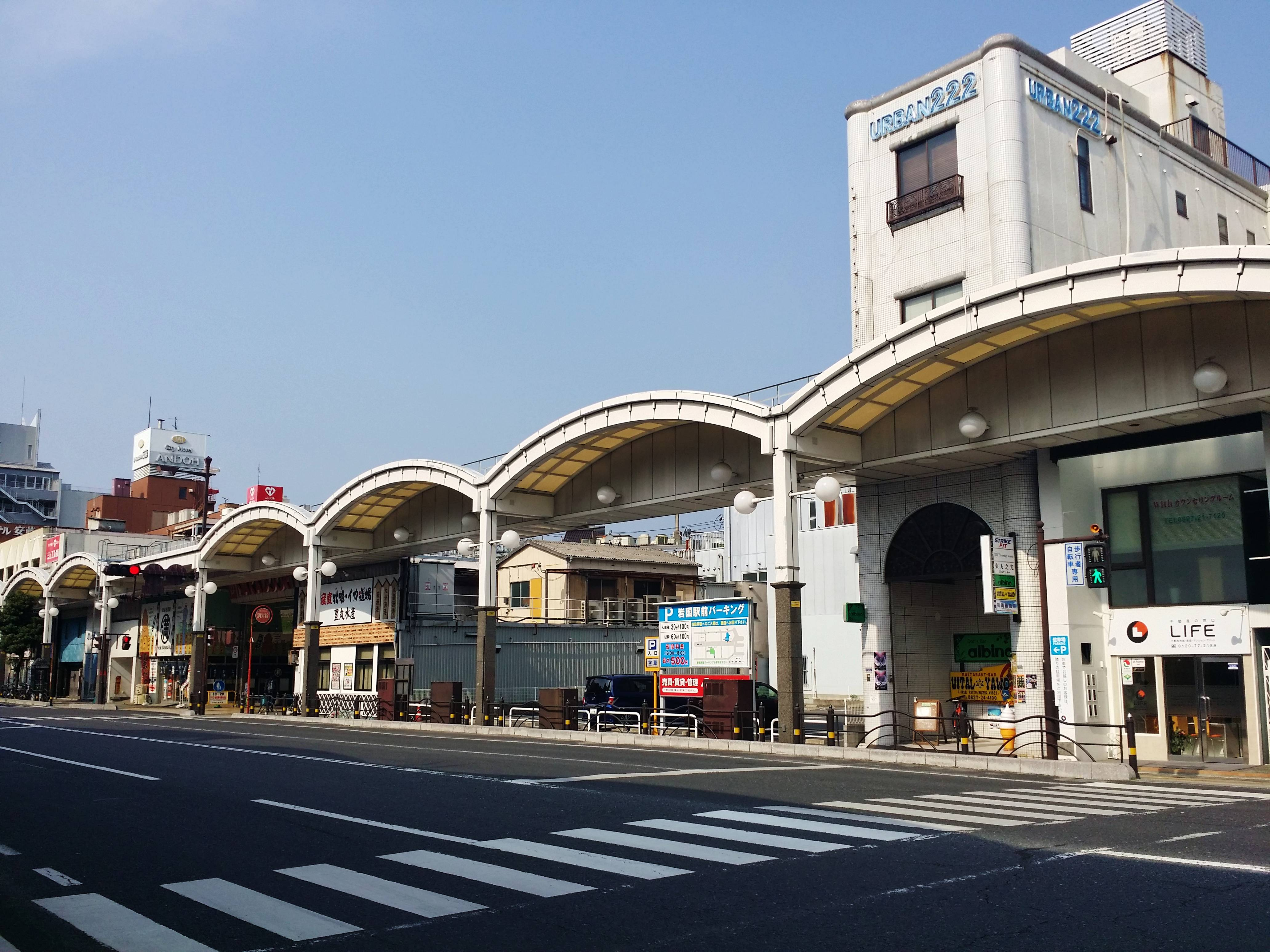
岩国駅前本通商店街

駅西側には岩国駅前本通商店街、中通り商店街とその周辺に多数の商店があり、商業の中心地となっている。なお、岩国市役所などの公共施設は当駅から約1km離れた所に集まっている。また、駅前広場に面する地区において共同住宅、公益施設、商業・業務施設等を擁するビルを建設する再開発事業が進行している。これは2028年3月の事業完了予定である。
- 岩国市役所
- 岩国市民文化会館
- ハローワーク岩国
- 岩国税務署
- 岩国警察署
- 岩国郵便局
- フジグラン岩国
- フレスタモール カジル岩国
- 岩国市立麻里布小学校
- 国道2号
- 国道188号
- 山口県道50号岩国停車場線
- 山口県道113号南岩国停車場磯崎線
- グリーンリッチホテル 岩国駅前
- 東横INN岩国駅西口

### 東口
駅東側には市街地と「人絹町」と呼ばれる工業地帯がある。なお「人絹町」の由来は、帝國人造絹糸株式会社岩国工場（※現在の帝人岩国事業所）が立地するからである。
- シンフォニア岩国（山口県民文化ホールいわくに）
- 岩国年金事務所
- 帝人岩国事業所
- 日本製紙岩国工場
- 山口県立岩国商業高等学校 東分校
- 岩国市立東中学校
- 岩国市立東小学校
- 岩国東幼稚園
- 山口県道110号岩国錦帯橋空港線

## バス路線
西口に「岩国駅前」、東口に「岩国駅東口」という停留所が設けられている。なお、高速バスは西口側の停留所を発着する。

### 岩国駅前

#### 路線バス
いわくにバス
- 11系統：錦帯橋
- 14系統：千石原
- 16系統：錦帯橋
- 21系統：新岩国駅、由宇カープ練習場
- 22系統：錦帯橋
- 23系統：北河内駅
- 26系統：大藤
- 30系統：錦帯橋、岩国駅前
- 32系統：岩国駅前
- 34系統：県営黒磯
- 51系統：岩国高校、岩国商業高校、岩国駅前
- 60系統：岩国駅前
- 70系統：県営黒磯
- 72系統：県営黒磯
- 74系統：県営黒磯
- 81系統：藤生港、潮風公園
- 83系統：潮風公園
- M系統：いわくにバス日の出町車庫
- S系統：スパ・サンライズ
- W1系統：和木駅
- W2系統：上迫

防長交通
- 100系統：徳山駅前

岩国市生活交通バス
- 松尾線：鮎谷

過疎地域乗合バス（岩国市）
- 持ヶ峠線：小川津

※運行委託先：第一交通

#### 高速バス
いわくにバス
- 「錦帯ブルーライナー」
  - 広島バスセンター 行

防長交通
- 「萩エクスプレス」
  - 東京駅〔日本橋口〕 行

### 岩国駅東口
いわくにバス
- S系統：岩国駅前、スパ・サンライズ

## 隣の駅
西日本旅客鉄道（JR西日本）
 山陽本線
■快速「通勤ライナー」（平日朝上りのみ運転）
大竹駅 (JR-R14) ← 岩国駅 (JR-R16)
■快速「シティライナー」（土休日のみ運転、当駅発着）
和木駅 (JR-R15) - 岩国駅 (JR-R16)
■普通
和木駅 (JR-R15) - 岩国駅 (JR-R16) - 南岩国駅
■岩徳線（■錦川鉄道錦川清流線の列車含む）
岩国駅 - 西岩国駅